# Margaret Bryan (guvernant)
Margaret Bryan, född Bourchier 1468, död 1552, var en engelsk hovfunktionär. Hon var guvernant för Maria I av England (1516–1519), Elisabet I av England (1533–1537), Edvard VI av England (1537–1543) och Henry FitzRoy, 1:e hertig av Richmond och Somerset (okända datum men troligen 1519).

## Biografi
Margaret Bryan var dotter till Elizabeth Tilney och Sir Humphrey Bourchier. Hon gifte sig vid tio års ålder med Sir John Sandes, med Sir Thomas Bryan före 1490, och med David Souche (död 1526/36) före 1519.
Margaret Bryan var hovdam hos drottning Katarina av Aragonien 1509–1516. Hon efterträdde Elizabeth Jerningham Denton som guvernant för prinsessan Maria 1516. Det finns dock inte mycket information om hennes tid som Marias guvernant, och hon efterträddes av Margaret Pole 1519. Kungens erkända utomäktenskaplige son Henry FitzRoy, 1:e hertig av Richmond och Somerset torde också ha varit under hennes vård då han åtminstone tidvis ska ha uppfostrats i den kungliga barnkammaren, men informationen om hans barndom är diffus. Hon utnämndes till prinsessan Elisabets guvernant 1533.
När prins Edvard föddes 1537 utnämndes hon till hans guvernant och ersattes hos Elisabet av Katherine Ashley. Hon hade ansvar för tronföljaren fram till att hon ersattes av Blanche Milborne, men Edvard flyttades från "kvinnlig vård" redan vid sex års ålder 1543.